# Municipio de Raritan (Nueva Jersey)
El municipio de Raritan (en inglés: Raritan Township) es un municipio ubicado en el condado de Hunterdon en el estado estadounidense de Nueva Jersey. En el año 2010 tenía una población de 22.185 habitantes y una densidad poblacional de 225,92 personas por km².

## Geografía
El municipio de Raritan se encuentra ubicado en las coordenadas 40°30′33″N 74°51′5″O / 40.50917, -74.85139.

## Demografía
Según la Oficina del Censo en 2007 los ingresos medios por hogar en el municipio eran de $109,477 y los ingresos medios por familia eran $126,633 . Los hombres tenían unos ingresos medios de $69,485 frente a los $41,911 para las mujeres. La renta per cápita para la localidad era de $38,919. Alrededor del 2% de la población estaba por debajo del umbral de pobreza.